# وارش (بوسنی و هرزگووین)
ورش (بوسنیایی: Vareš) یک سکونتگاه مسکونی در بوسنی و هرزگوین است.

## خصوصیات
ورش ۳۹۰٬۱ کیلومترمربع مساحت و ۹٬۵۵۶ نفر جمعیت دارد.

## خواهرخوانده
شهر Flen Municipality خواهرخواندهٔ ورش هست.